# Aermacchi M-290 RediGO

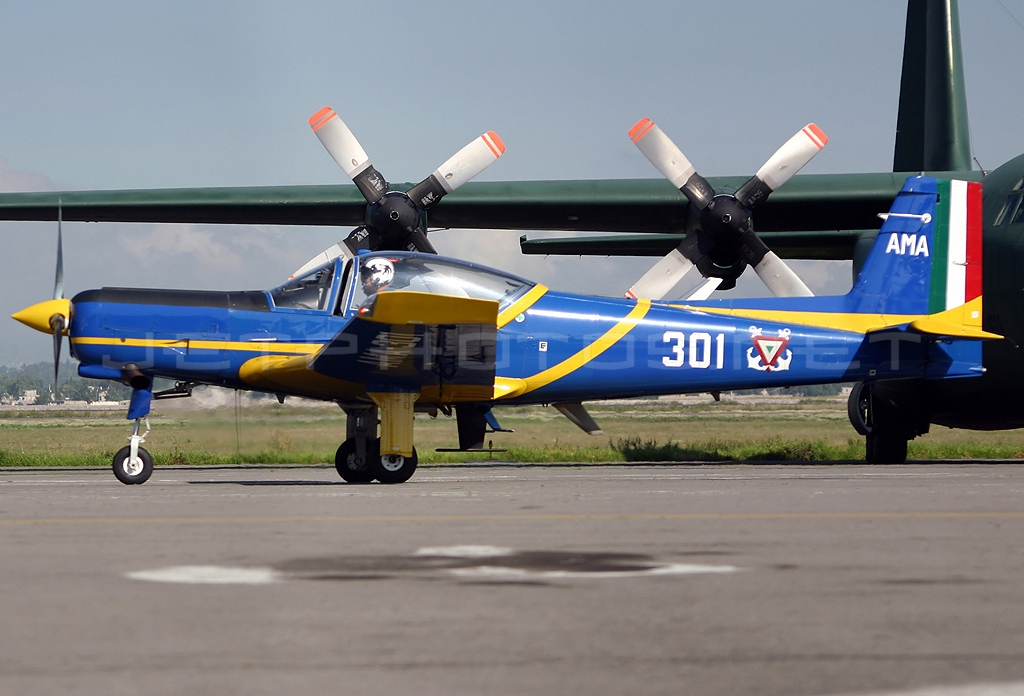
Valmet L-90 de la Aviación Naval Mexicana

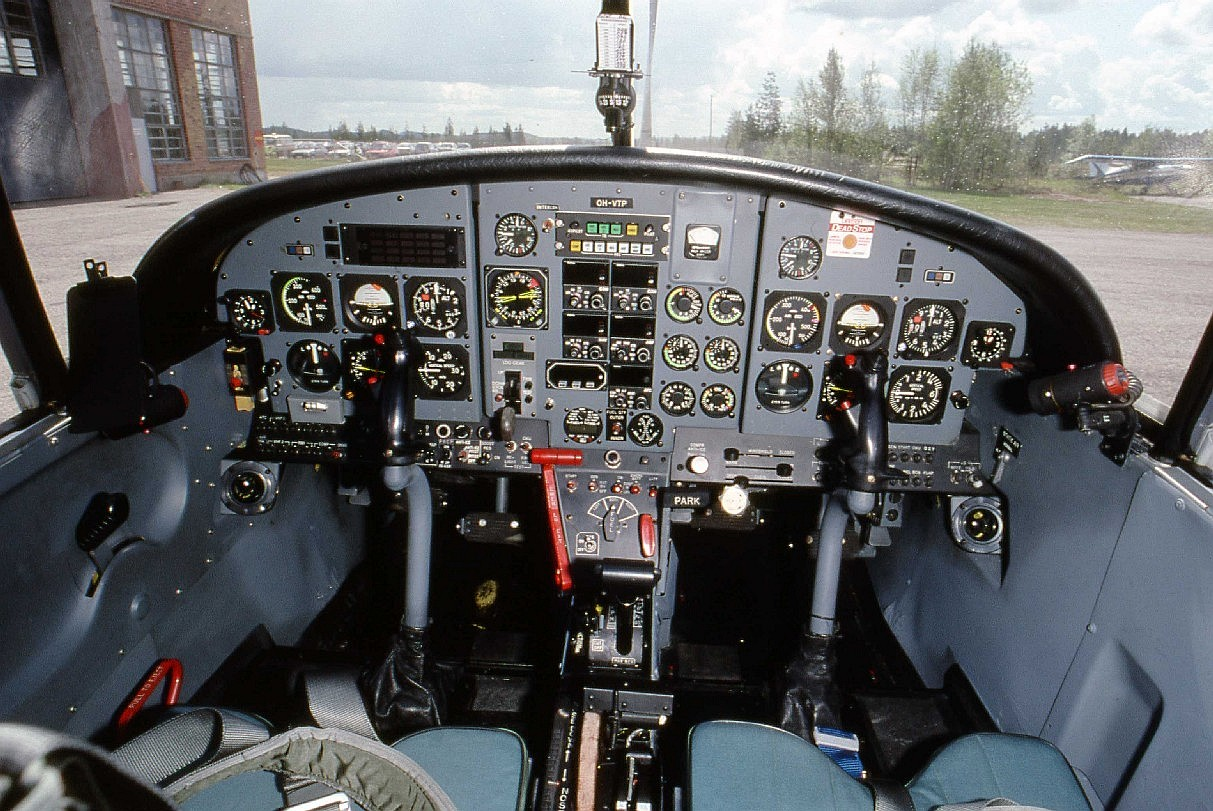
Cabina del RediGO

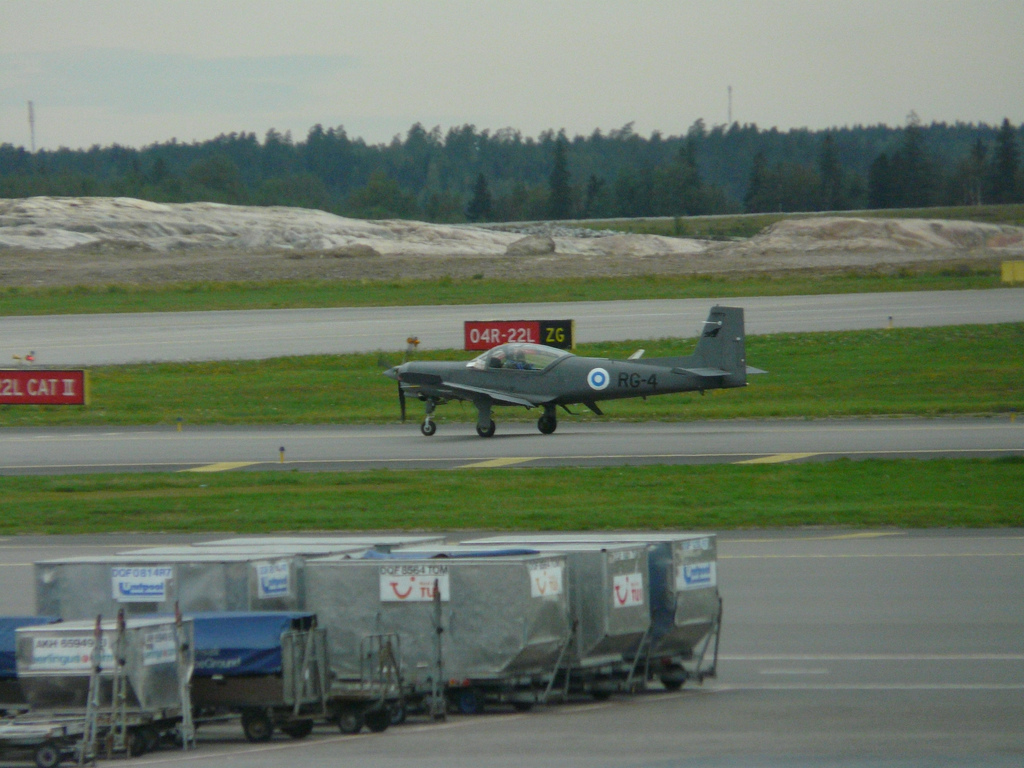
RediGO de la Fuerza Aérea Finlandesa

El Aermacchi M-290 TP RediGO es un turbohélice militar para entrenamiento básico. Fue originalmente manufacturado por Valmet de Finlandia como el L-90 TP Redigo, un desarrollo de su Valmet L-70 Vinka, el avión de entrenamiento anterior de la Fuerza Aérea Finlandesa.
El avión tiene una configuración convencional, con tren triciclo retráctil y un ala baja. El estudiante y el instructor se sientan de lado a lado. Como es típico en muchos instructores militares, también puede transportar armamento ligero para el entrenamiento con armas, o potencialmente, para su uso en un papel de primer plano de apoyo.

## Operadores
EritreaFuerza Aérea Eritrea (14) L-90 en servicio
 FinlandiaFuerza Aérea Finlandesa (9) L-90 en servicio
 MéxicoArmada de México (7) L-90 en servicio (Dados de baja en 2015)

## Especificaciones (M-290 TP)

### Características generales
- Tripulación: 2 (Instructor y estudiante)
- Longitud: 8,5 m (28 ft)
- Envergadura: 10,6 m (34,8 ft)
- Altura: 3,2 m (10,5 ft)
- Superficie alar: 14,8 m² (159,3 ft²)
- Perfil alar: NACA 63-218 mod en el fondo, 63-412 mod en la punta
- Peso vacío: 970 kg (2137,9 lb)
- Peso cargado: 1770 kg (3901,1 lb)
- Planta motriz: 1× Turbohélice Allison 250-B17F.
  - Potencia: 336 kW (463 HP; 457 CV)

### Rendimiento
- Velocidad máxima operativa (Vno): 352 km/h (219 MPH; 190 kt)
- Velocidad crucero (Vc): 326 km/h (203 MPH; 176 kt)
- Velocidad de entrada en pérdida (Vs): 93 km/h (58 MPH; 50 kt)
- Alcance: 1400 km (756 nmi; 870 mi)
- Techo de vuelo: 7620 m (25 000 ft)
- Régimen de ascenso: 11,6 m/s (2283 ft/min)
- Carga alar: 91,6 kg/m² (18,8 lb/ft²)
- Potencia/peso: 0.25

### Armamento
- Puntos de anclaje: 6 con una capacidad de 800 kg en armamento, para cargar una combinación de:  
  - Bombas: Bombas de práctica.
  - Cohetes: Contenedores de cohetes para su uso en entrenamiento y en el rol de aopoyo cercano

### Desarrollos relacionados
- Valmet L-70 Vinka
- Valmet L-80 Turbo-Vinha

### Aeronaves similares
- Aermacchi SF.260
- Beech T-34
- Enaer T-35 Pillan

## Otras referencias
- http://en.wikipedia.org/wiki/Aermacchi_M-290_RediGO
- http://en.wikipedia.org/wiki/Eritrean_Air_Force

- Datos: Q381152
- Multimedia: Valmet L-90TP Redigo / Q381152